# Brasillé
 (août 2014).
Le brasillé est une spécialité culinaire normande du Calvados.
Il s’agit d’une galette de pâte feuilletée de forme ovale dont la matière grasse était à l'origine le saindoux. La recette du brasillé, qui se mange tiède, saupoudré de sucre, remonte à 1837. Autrefois réservée aux pauvres puisque, au pays de la pâtisserie au beurre, elle était à base de pâte à pain et de saindoux. Elle prend aujourd’hui plus la forme d’une brioche à pâte feuilletée.
Son nom viendrait de brasier car elle était cuite dans la braise et que son dessus avait un aspect brûlé.
Clinchamps-sur-Orne a célébré la Fête du brasillé à la mi-septembre jusqu'aux années1990. L'un de ses artisans-boulangers avait en effet remis la recette à l'honneur en l'améliorant et déposé un brevet en 1970 qui lui valut l'appellation Brasillé de Clinchamps.